# یواس‌اس راپر (دی‌دی-۱۴۷)
یواس‌اس راپر (دی‌دی-۱۴۷) (به انگلیسی: USS Roper (DD-147)) یک کشتی بود که طول آن ۹۵٫۸۳ متر (۳۱۴٫۴ فوت) بود. این کشتی در سال ۱۹۱۸ ساخته شد.